# 쇠데르함시

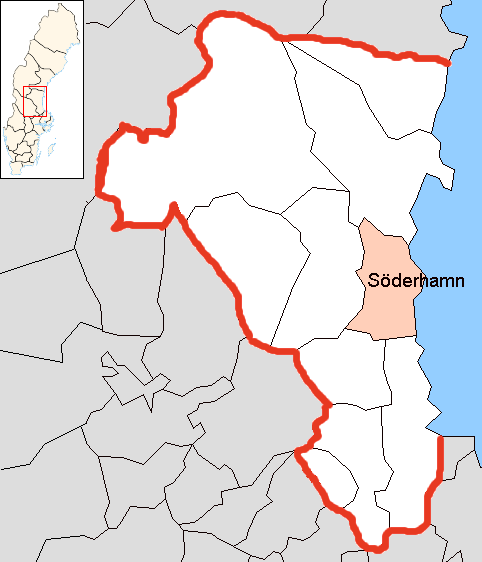
쇠데르함 시의 위치

쇠데르함시(스웨덴어: Söderhamns kommun)는 스웨덴 예블레보리주에 위치한 지방 자치체로 행정 중심지는 쇠데르함이며 면적은 2,281.32km2, 인구는 25,992명(2016년 12월 31일 기준), 인구 밀도는 11명/km2이다.

시 문장